# Morchella populiphila
A Morchella populiphila é uma espécie de fungo morel (família Morchellaceae) nativa do noroeste da América do Norte. Descrita como nova para a ciência em 2012, seu epíteto específico refere-se à sua associação com a Populus trichocarpa. Costumava ser chamada de Morchella semilibera nos guias de campo do oeste da América do Norte até que a análise molecular estabeleceu que se tratava de uma espécie estritamente europeia. A M. populiphila ocorre na Califórnia, Nevada e Oregon. Seus ascomas crescem até 15 cm de altura, com um píleo cônico com sulcos e buracos que se prende aproximadamente na metade do estipe. As cristas do píleo são marrom-escuras a pretas na maturidade, enquanto os caroços são amarelados a marrons. O fungo é comestível, embora não seja tão valorizado quanto outros cogumelos.
A Morchella populiphila é uma das três espécies de fungos comumente chamadas de morels "meio livres", sendo as outras a Morchella punctipes no leste da América do Norte e a Morchella semilibera na Europa.

## Taxonomia
A Morchella populiphila foi uma das 14 novas espécies de Morchella descritas em 2012 por Michael Kuo e colegas como resultado do Morel Data Collection Project, cujo objetivo era esclarecer a biologia, a taxonomia e a distribuição das espécies de morel nos Estados Unidos e no Canadá. A localidade-tipo fica no condado de Jackson, Oregon. O fungo costumava ser chamado de Morchella semilibera (o "morel meio livre") nos guias de campo do oeste da América do Norte até que a análise molecular estabeleceu que se tratava de uma espécie estritamente europeia. Ela foi anteriormente referida como espécie filogenética "Mel-5" (identificada com base em sequência de DNA) em uma publicação de 2011. O epíteto específico populiphila refere-se à sua associação com a espécie de árvore Populus trichocarpa.

## Descrição

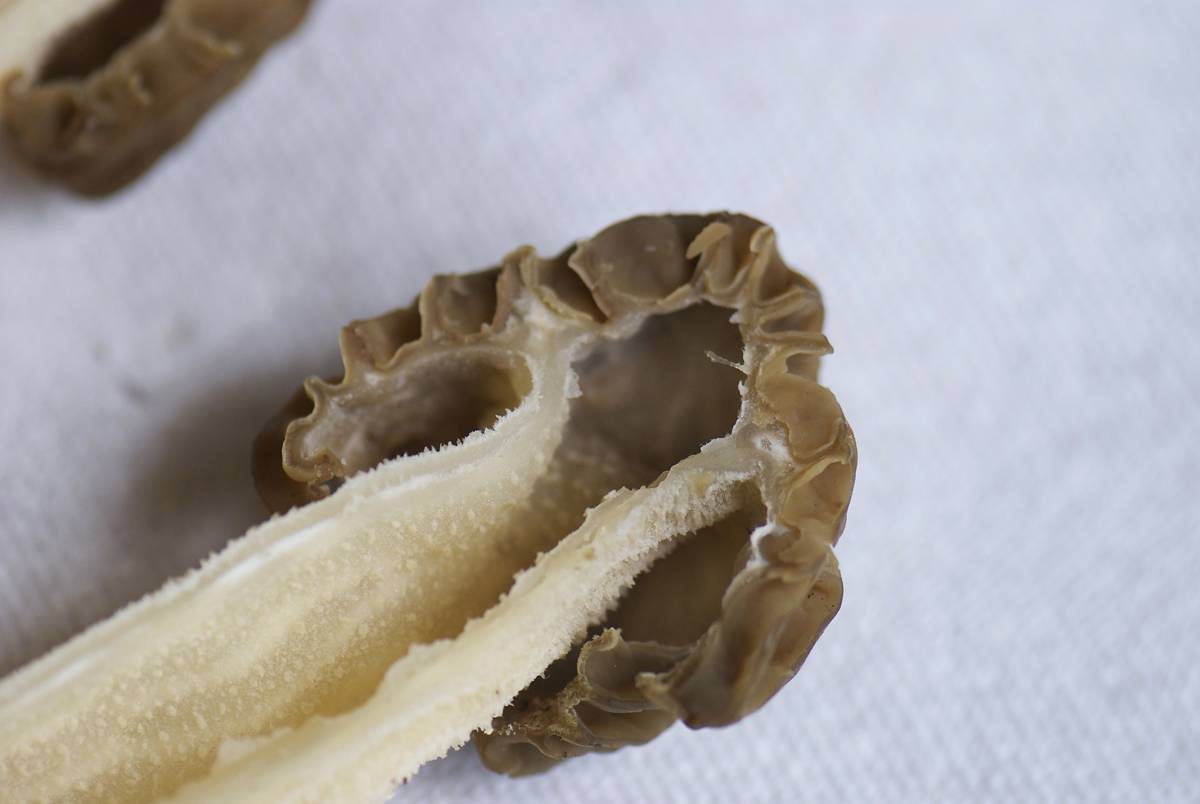
Seção de um ascoma mostrando a fixação do píleo no estipe e nas superfícies internas.

Os ascomas têm de 4 a 15 cm de altura, com um píleo cônico de 2 a 5 cm de altura e 2 a 5 cm de largura no ponto mais largo. A superfície da píleo tem sulcos e cristas, formados pela interseção de 12 a 20 cristas verticais primárias e cristas verticais secundárias mais curtas e infrequentes e cristas horizontais que se cruzam. O píleo é fixado de forma semelhante a uma saia ao estipe, aproximadamente na metade do caminho a partir do topo, com um seio de 1-2,5 cm de profundidade. As cristas são lisas e de cor marrom amarelada a marrom mel quando jovens, mas escurecem com a idade para marrom, marrom escuro ou preto. Quando jovens, as cristas têm até 1 mm de largura e são planas com bordas afiadas, mas geralmente se tornam arredondadas, afiadas ou erodidas com o tempo. As covas são lisas e verticalmente alongadas. Inicialmente esbranquiçadas a marrom-claras quando imaturas, tornam-se marrons a amareladas ou marrom-acinzentadas na maturidade. O estipe frágil mede de 2,5 a 11 cm de altura por 1 a 5 cm de espessura e tem aproximadamente a mesma largura em todo o seu comprimento ou é afilado em direção ao topo. Quando jovem, geralmente fica oculto pelo píleo, mas se torna mais longo à medida que amadurece, geralmente desenvolvendo sulcos longitudinais rasos. Em condições quentes e úmidas, o estipe as vezes fica inflado, especialmente perto da base. De cor branca a esbranquiçada ou marrom aguada, sua textura é ocasionalmente quase lisa, mas mais comumente coberta com grânulos esbranquiçados farináceos que as vezes escurecem para marrom. Orson K. Miller comparou a textura do estipe à de uma língua de vaca. A carne frágil, esbranquiçada a marrom aguada, tem de 1 a 2 mm de espessura no píleo oco e as vezes forma câmaras ou camadas perto da base. A superfície interna estéril esbranquiçada a marrom do píleo é coberta por grânulos farináceos.
A esporada é laranja-amarelada brilhante. Os esporos são lisos, elípticos e normalmente medem de 20 a 25 por 12 a 16 μm. Os ascos (células portadoras de esporos) têm oito esporos, são cilíndricos, hialinos (translúcidos) e medem de 225 a 325 por 15 a 22,5 μm. As paráfises são septadas e cilíndricas, com pontas arredondadas ou em forma de taco, e medem de 150 a 275 por 7 a 15 μm. As células hifais nas cristas estéreis são septadas, medindo de 100 a 175 por 10 a 25 μm. Elas são bem compactadas em uma camada uniforme. As hifas terminais são em forma de taco a um tanto retangulares com uma ponta achatada a amplamente arredondada.
Embora a Morchella populiphila seja uma espécie comestível, ela não é tão valorizada quanto outros cogumelos devido à sua natureza frágil e ao seu sabor inferior.

### Espécies semelhantes
A Morchella populiphila é um morel distinto devido à fixação de seu píleo e ao seu habitat, e é improvável que seja confundida com outras espécies. A Verpa bohemica é um pouco semelhante em aparência, mas seu píleo fica livre de fixação ao estipe. O outro morel semi-livre da América do Norte, Morchella punctipes, é muito semelhante em aparência à M. populiphila, e não é possível distingui-los de forma confiável apenas pela morfologia. A distribuição da M. punctipes se estende das Grandes Planícies em direção ao leste. A espécie europeia Morchella semilibera, muito difundida, é morfologicamente indistinguível da M. populiphila, tanto nas características macroscópicas quanto nas microscópicas.

## Habitat e distribuição
Como muitas espécies de morel, o modo ecológico da Morchella populiphila não é conhecido com certeza, mas suspeita-se que ela seja saprófita (obtendo sua nutrição de matéria orgânica não viva ou em decomposição) e micorrízica (simbiótica com árvores) em diferentes estágios de seu ciclo de vida. Os cogumelos crescem isoladamente, dispersos ou em grupos. São encontrados no Oregon, em Nevada e no norte da Califórnia, onde crescem em leitos de rios secos. A frutificação, que ocorre na primavera, tende a ocorrer logo após o surgimento dos cogumelos Verpa, e antes do aparecimento de outros cogumelos.
A Morchella populiphila foi encontrada na Europa, mas suspeita-se que tenha sido introduzida com árvores da América do Norte.